# Canton de Périgueux-1
Pour les articles homonymes, voir Canton de Périgueux (homonymie).
Le canton de Périgueux-1 est une circonscription électorale française, située dans le département de la Dordogne, en région Nouvelle-Aquitaine.

## Histoire
Le canton de Périgueux-1 est une création issue de la réforme de 2014 définie par le décret du 21 février 2014. Il entre en vigueur à l'occasion des élections départementales de mars 2015.

## Géographie
Ce canton est uniquement constitué d'une partie de la commune de Périgueux dans l'arrondissement de Périgueux. Correspondant aux quartiers du Gour de l'Arche, du Toulon, de la Gare/Saint-Martin (partie nord-ouest) et de Vésone (partie nord), son altitude varie de 75 à 189 m.

## Représentation
| Période élective | Période élective | Mandat | Mandat   | Identité          | Nuance | Nuance | Qualité                                                                                              |
| ---------------- | ---------------- | ------ | -------- | ----------------- | ------ | ------ | --- |
| 2015             | 2021             | 2015   | 2021     | Natacha Mayaud    |        | LR     | Avocate Adjointe au maire de Périgueux (2014-2020) Conseillère municipale de Périgueux (depuis 2020) |
| 2015             | 2021             | 2015   | 2021     | Laurent Mossion   |        | LR     | Professeur de physique appliquée Premier adjoint au maire de Périgueux (2014-2020)                   |
| 2021             | 2028             | 2021   | en cours | Florence Borgella |        | LR     | Chargée de développement au MEDEF-Périgord                                                           |
| 2021             | 2028             | 2021   | en cours | Laurent Mossion   |        | LR     | Conseiller sortant                                                                                   |

### Résultats détaillés

#### Élections de mars 2015
À l'issue du premier tour des élections départementales de 2015, deux binômes sont en ballottage : Natacha Mayaud et Laurent Mossion (UMP, 38,17 %) et Marie Moulènes et Mostafa Moutawakkil (PS, 29,77 %). Le taux de participation est de 54,49 % (5 218 votants sur 9 576 inscrits) contre 60,04 % au niveau départemental et 50,17 % au niveau national.
Au second tour, Natacha Mayaud et Laurent Mossion (UMP) sont élus avec 52,47 % des suffrages exprimés et un taux de participation de 54,56 % (2 461 voix pour 5 225 votants et 9 576 inscrits).

#### Élections de juin 2021
Le premier tour des élections départementales de 2021 est marqué par un très faible taux de participation (33,26 % au niveau national). Dans le canton de Périgueux-1, ce taux de participation est de 35,86 % (3 374 votants sur 9 409 inscrits) contre 40,86 % au niveau départemental. À l'issue de ce premier tour, deux binômes sont en ballottage : Florence Borgella et Laurent Mossion (LR, 44,29 %) et Émeric Lavitola et Anne Marchand (PS, 35,55 %).
Le second tour des élections est marqué une nouvelle fois par une abstention massive équivalente au premier tour. Les taux de participation sont de 34,3 % au niveau national, 41,41 % dans le département et 37,74 % dans le canton de Périgueux-1. Florence Borgella et Laurent Mossion (LR) sont élus avec 50,29 % des suffrages exprimés (1 647 voix pour 3 550 votants et 9 406 inscrits),,.

## Composition
| Nom                               | Code Insee | Intercommunalité      | Superficie (km2) | Population (dernière pop. légale)                | Densité (hab./km2) | Modifier                                    |
| --------------------------------- | ---------- | --------------------- | ---------------- | ------------------------------------------------ | ------------------ | ------------------------------------------- |
| Périgueux (bureau centralisateur) | 24322      | CA Le Grand Périgueux | 9,82             | Fraction : 15 828 (2022) Commune : 29 876 (2022) | 3 042              | modifier les données · modifier les données |
| Canton de Périgueux-1             | 2414       |                       |                  | 15 828 (2022)                                    |                    | modifier les données                        |

Le canton de Périgueux-1 est une fraction cantonale de la commune de Périgueux.
Il comprend la partie de cette commune « située au nord d'une ligne définie par l'axe des voies et limites suivantes : depuis la limite territoriale de la commune de Coulounieix-Chamiers, chemin du Rousseau atteint en suivant la direction définie par la limite entre les parcelles cadastrales no 306 et no 433, rue Ferdinand-Dupuy, rue Claude-Bernard, rond-point Charles-Durand, boulevard Bertrand-de-Born, rue des Thermes, boulevard de Vésone, place Francheville (par l'est), place Bugeaud, place du Général-de-Gaulle, boulevard Michel-de-Montaigne, place Yves-Guéna, rue Victor-Hugo, rue Combe-des-Dames, impasse des Petites-Alpes, jusqu'à la limite territoriale de la commune de Champcevinel ».
Il reprend ainsi intégralement la fraction communale de l'ancien canton de Périgueux-Ouest à laquelle s'ajoute la partie occidentale de l'ancien canton de Périgueux-Centre.

## Démographie
En 2022, le canton comptait 15 828 habitants, en évolution de +0,49 % par rapport à 2016 (Dordogne : +0,37 %, France hors Mayotte : +2,11 %).
| 2013   | 2018   | 2022   |
| ------ | ------ | ------ |
| 15 774 | 15 697 | 15 828 |